# Аферист из Tinder
«Аферист из Tinder» (англ. The Tinder Swindler) — британский документальный фильм в жанре тру-крайм («настоящего преступления») режиссёра Фелисити Моррис, выпущенный на Netflix 2 февраля 2022 года. В фильме рассказывается история израильского мошенника Саймона Леваева, который использовал приложение Tinder с целью знакомства с женщинами для последующей эмоциональной манипуляции и финансового обмана.

## Сюжет
Израильтянин Шимон Хают выдавал себя за сына российско-израильского алмазного магната Льва Леваева и обманывал женщин, в основном из Центральной и Северной Европы, изображая мнимый богемный образ жизни, который вселял в его жертв уверенность в том, что он сможет вернуть сотни тысяч долларов, которые они ему одалживали. Чтобы заставить представительниц среднего класса одолжить ему большие суммы денег, он связывался с женщинами, с которыми у него были романтические отношения, рассказывал им выдуманные истории, что он находится в опасности из-за неких неназванных врагов. Эти истории сопровождались отправкой изображений, на которых он и его телохранитель находятся в отделении неотложной помощи после предполагаемого нападения с применением холодного оружия. Хают использовал одинаковые фотографии для каждой из своих жертв.
Хают утверждал, что из-за этой «угрозы для жизни» он якобы не мог пользоваться своими кредитными картами или банковскими счетами, так как его враги могли отследить его по ним, и ему срочно нужны деньги, которые он, конечно же, скоро вернёт, чего в реальности никогда не происходило. Большинство женщин верили, что их бойфренд находится в серьёзной опасности, и поддавались на его уговоры, а в случае, если у них не было такой суммы, они брали банковские займы. Жертвы переводили деньги Хаюту, иногда перевозя их наличными на самолётах. В некоторых случаях позднее он присылал банковские чеки, которыми якобы возвращал долг, но при попытке обналичить чеки жертвы получали отказ. Вскоре после обмана очередной женщины Хают прекращал с ней контактировать и начинал поиск следующей.

## Реакция
В 2019 году газета VG сообщила, что национальный банк Норвегии списал долги Сесилии, тем не менее женщина осталась должна 8 другим банкам. 5 февраля 2022 года три других жертвы Леваева организовали кампанию по сбору средств на GoFundMe, чтобы оплатить долги.
Через несколько дней после выхода документального фильма Леваев разместил в Instagram сообщение, в котором отрицал, что является мошенником, предположив, что он «снимался» для документального фильма Netflix, и добавив, что «настало время дамам начать говорить правду». После выхода фильма компания Tinder навсегда заблокировала Леваева в приложении для знакомств. 
По сообщениям Variety, после успеха документального фильма компания Netflix выразила желание снять полноценную экранизацию этой истории. Netflix подготовила специальный подкаст из трёх частей, в котором рассказывается о создании документального фильма и подробно описывается жизнь Саймона Леваева и его мошенническая деятельность.